# Himerometridae
Himerometridae zijn een familie van zeelelies uit de orde van de haarsterren (Comatulida).

## Geslachten
- Amphimetra A.H. Clark, 1909
- Craspedometra A.H. Clark, 1909
- Heterometra A.H. Clark, 1909
- Himerometra A.H. Clark, 1907
- Homalometra A.H. Clark, 1918